# El faro (película de 2019)
El faro (titulada en inglés The Lighthouse) es una película estadounidense-canadiense del género de terror psicológico y fantasia dirigida por Robert Eggers en 2019. Grabada en blanco y negro y con una relación de aspecto de 1.19:1, está protagonizada por Willem Dafoe y Robert Pattinson, quienes interpretan a dos fareros que comienzan a perder la cordura cuando una tormenta los deja aislados en una remota isla de Nueva Inglaterra.
Según Eggers, la historia comenzó como un intento de su hermano Max Eggers de hacer una versión contemporánea del relato de Edgar Allan Poe titulado The Light-House. Cuando el proyecto se detuvo, Robert se ofreció a trabajar con su hermano, eliminando elementos del relato de Poe quedando así la historia como un thriller de época.

## Argumento
A finales del siglo XIX, Ephraim Winslow (Robert Pattinson) es enviado en un bote para servir como farero durante cuatro semanas en una pequeña y aislada isla frente a la costa de Nueva Inglaterra, bajo la supervisión de un anciano irritable llamado Thomas Wake (Willem Dafoe). El primer día del trabajo, Winslow nota un agujero en su catre. Mientras cava en él, encuentra un pequeño scrimshaw de una sirena y lo mete en su chaqueta. Winslow observa a Wake subir a la sala de la linterna del faro por la noche y desnudarse. Winslow comienza a experimentar visiones y sueños de tentáculos en el faro, tocones de árboles flotando en el agua e imágenes de una sirena (Valeriia Karaman).
Durante su estancia en la isla, Wake exige que Winslow realice los trabajos más exigentes: repostar el combustible del faro, transportar contenedores pesados de queroseno así como vaciar los orinales de ambos. A medida que avanzan las semanas, Winslow se encuentra repetidamente con una gaviota tuerta. Wake, que cree que las gaviotas son marineros reencarnados, advierte a Winslow de que matar a estos animales atrae a la mala suerte tras ver como este amenaza a una gaviota que lo molestaba. Las semanas continúan, y Winslow se masturba con la figura de la sirena y continúa viendo a Wake desnudo en lo alto del faro. Una noche en la cena, los dos conversan y discuten sobre el ayudante anterior de Wake, quien, según este, murió después de perder la cordura. Winslow revela que solía trabajar en Canadá como maderero, pero decidió cambiar de profesión.
El día antes de que ambos sean relevados, Winslow se da cuenta de que la bomba de agua está liberando agua con sangre e investiga. Revisa la cisterna para ver una gaviota moribunda flotando dentro. La gaviota tuerta vuela y ataca a Winslow, quien la agarra y la mata a golpes contra la cisterna. Esa tarde, los vientos cambian de dirección dramáticamente. Por la noche, una tormenta azota la isla y los dos hombres se emborrachan. A la mañana siguiente, el ferry no llega y Winslow ve un cuerpo arrastrado por la orilla. Se acerca al cuerpo desnudo y se da cuenta de que es una sirena. Corre de regreso a la cabaña para encontrar a Wake desesperado porque las raciones fueron alcanzadas por la humedad. Desentierran una caja que supuestamente contiene raciones adicionales, pero solo contiene más alcohol. 
Las noches continúan y la tormenta también, los dos hombres siguen conociéndose a pesar de continuar confrontados. Winslow intenta, sin éxito, robar la llave de la habitación de la linterna del faro a un Wake dormido. Más tarde, mientras Winslow extrae del mar una trampa para langostas, ve la cabeza cercenada del antiguo ayudante de Wake. Una noche, Winslow le dice a Wake que su verdadero nombre es Thomas Howard y que asumió la identidad de Ephraim Winslow, su antiguo capataz, que murió en un accidente que Howard no quiso detener. Wake acusa a Howard de "derramar sus judías" y Howard intenta irse. Trata de escapar en una pequeña barca, pero Wake la destroza con un hacha, persiguiéndolo hasta la cabaña, donde Wake afirma que fue Howard quien lo atacó con el hacha. Sin alcohol, ambos empiezan a mezclar aguarrás y miel, hasta que la tormenta se vuelve tan poderosa, que rompe las ventanas de la cabaña, inundando todo.
A la mañana siguiente, Howard encuentra el registro de trabajo de Wake, donde este ha registrado las infracciones de Howard y recomienda que se le despida sin pagarle. Wake regaña a Howard por su desempeño laboral mientras Howard acusa a Wake de abuso mental. Después le ruega que lo deje subir al faro para ver qué oculta. Wake regaña a Howard y este lo ataca. Durante la pelea Howard ve visiones de la sirena, de Wake como un monstruo marino y del verdadero Ephraim Winslow. Howard acaba venciendo a Wake y lo ata con una soga para después enterrarlo vivo en el pozo de raciones. Toma las llaves y se prepara para subir a la sala de la linterna, pero Wake aparece y lo golpea en el hombro con el hacha. Howard desarma y mata a Wake antes de subir al faro. Se acerca a la linterna, que comienza a iluminarse mientras Howard mira el interior extasiado y hunde su brazo dentro. Howard lanza gritos distorsionados antes de resbalar y caer por la escalera de caracol. Finalmente, se ve a Howard acostado desnudo sobre la orilla, mientras varias gaviotas comen sus entrañas.

## Reparto
- Robert Pattinson como Ephraim Winslow/Thomas Howard.
- Willem Dafoe como Thomas Wake.
- Valeriia Karaman como La Sirena.
- Logan Hawkes como Ephraim Winslow.

## Lanzamiento
La película tuvo su estreno en el 72° Festival de Cine de Cannes el 19 de mayo de 2019, siendo luego estrenada mundialmente en cines el 18 de octubre de 2019 por A24. La película recibió críticas positivas, que destacaron los aspectos técnicos (especialmente el diseño de cinematografía y producción), el guion y la dirección de Eggers, y las actuaciones de Dafoe y Pattinson.

### Premios y nominaciones
| Ceremonia                         | Fecha                   | Categoría              | Nominado(s)      | Resultado |
| --------------------------------- | ----------------------- | ---------------------- | ---------------- | --------- |
| Festival de Cine de Cannes        | 25 de mayo de 2019      | Premio FIPRESCI        | Robert Eggers    | Ganador   |
| Premios Gotham                    | 2 de diciembre de 2019  | Mejor actor            | Willem Dafoe     | Nominado  |
| Chicago Film Critics Association  | 14 de diciembre de 2019 | Mejor cinematografía   | Jarin Blaschke   | Nominado  |
| Premios Satellite                 | 19 de diciembre de 2019 | Mejor película – Drama | The Lighthouse   | Nominada  |
| Premios Satellite                 | 19 de diciembre de 2019 | Mejor actor de reparto | Willem Dafoe     | Ganador   |
| Columbus Film Critics Association | 2 de enero de 2019      | Mejor actor de reparto | Willem Dafoe     | Ganador   |
| Independent Spirit Awards         | 8 de febrero de 2020    | Mejor actor de reparto | Willem Dafoe     | Ganador   |
| Independent Spirit Awards         | 8 de febrero de 2020    | Mejor fotografía       | Jarin Blaschke   | Ganador   |
| Independent Spirit Awards         | 8 de febrero de 2020    | Mejor actor            | Robert Pattinson | Nominado  |
| Independent Spirit Awards         | 8 de febrero de 2020    | Mejor Dirección        | Robert Eggers    | Nominado  |
| Independent Spirit Awards         | 8 de febrero de 2020    | Mejor edición          | Louise Ford      | Nominado  |
| Oscars                            | 10 de febrero de 2020   | Mejor fotografía       | Jarin Blaschke   | Nominado  |

## Recepción

### Crítica
En el sitio web especializado Rotten Tomatoes la película posee una aprobación del 90%, basada en 391 reseñas, con una calificación de 8.0/10. El consenso crítico de la página afirma: "Una historia apasionante filmada brillantemente y con un par de actuaciones de gran potencia, The Lighthouse establece además a Robert Eggers como un cineasta de talento excepcional. En Metacritic se le da a la película un puntaje de 83 de 100, basado en 52 críticos, lo que indica "aclamación universal".